# Компон-дайто

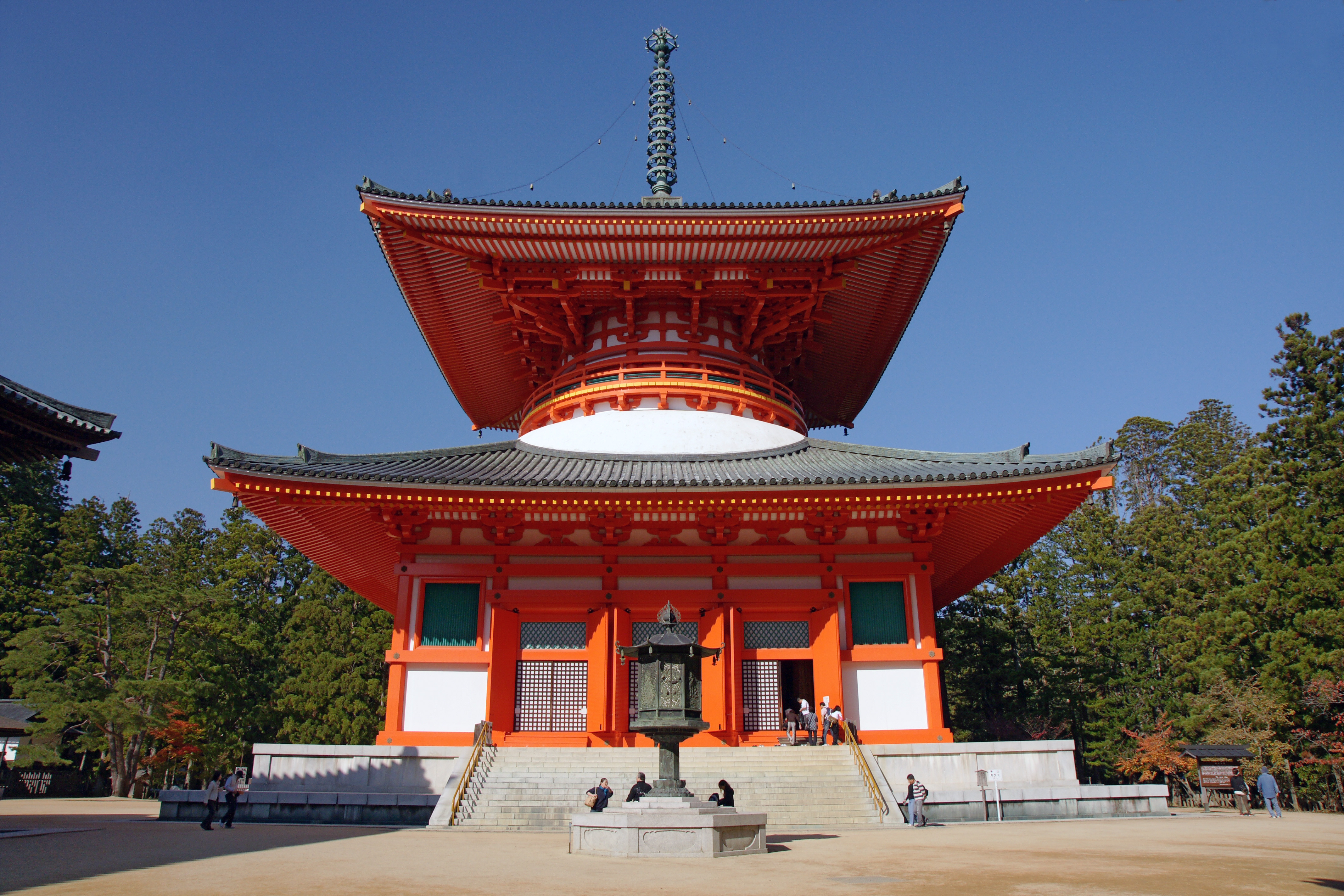
Пагода Компон-дайто

Компон-дайто (яп. 根本大塔) — пагода буддийской школы сингон, находящаяся на горе Коя-сан. Пагода входит в комплекс Гаран, который относится к храму Конгобу-дзи.
В соответствии с доктриной школы сингон, пагода находится в центре мандалы, охватывающей всю Японию.
Внутри пагоды размещены статуи тантрических божеств.
Пагода построена около 1200 года, высота пагоды 48,5 м. Нынешнее здание было построено в 1937 году.